# Kryštof Tengler
Kryštof Tengler (též Christophorus Tengler; ? Pesvice (Běstviny u Chotěboře) – 19. července 1666, Plasy?) byl v letech 1652–1666 opatem cisterciáckého kláštera v Plasích.
Novicem plaského kláštera se stal za opata Jiřího Vašmucia. Působil jako farář v Oboře, Plané, Rabštejně a Žluticích, převor a probošt v lužickém klášteře Maria Stella.
Plaským opatem byl zvolen dvanácti hlasy dne 26. července 1651. Za jeho vlády byla v plaském opatství obnovována bazilika Nanebevzetí Panny Marie (1661–1666) zničená ze dvou třetin od dob husitských válek, přičemž jde o první umělecký projev raného baroka v západních Čechách. Z vypálené kaznějovské rychty zřídil poplužní dvůr.
V roce 1666 nechal otevřít hrobku Gryspeků z Gryspachu pod kostelem svatého Petra a Pavla v Kralovicích. Zkonfiskoval cínové rakve nebožtíků, které byly roztaveny a použity jako materiál na výrobu nových varhan pro kostel plaského kláštera. Podle pověsti vzal mrtvým i jejich šaty a šperky, které uložil v klášterním trezoru a nahradil nepravými. Tento pohrdavý čin vychází z dlouhodobých sporů mezi Gryspeky a plaským klášterem o majetek. Mniši také Gryspekům spílali do kacířů kvůli jejich proreformnímu postoji k církvi.